# Shipton, North Yorkshire
Shipton är en ort i Storbritannien.   Den ligger i grevskapet North Yorkshire och riksdelen England, i den centrala delen av landet, 290 km norr om huvudstaden London. Shipton ligger 20 meter över havet och antalet invånare är 691.
Terrängen runt Shipton är mycket platt. Runt Shipton är det tätbefolkat, med 819 invånare per kvadratkilometer. Närmaste större samhälle är York, 8,6 km sydost om Shipton. Trakten runt Shipton består till största delen av jordbruksmark.